# Lista de monarhi ai Regatului Castiliei

## Dinastia Jimenez
| Monarh                                     | Imagine | Poreclă      | Începutul domniei | Sfârșitul domniei | Note                 |
| ------------------------------------------ | ------- | ------------ | ----------------- | ----------------- | -------------------- |
| Ferdinand I al Leonului și Castiliei       |         | cel Mare     | 1037              | 27 decembrie 1065 | și rege al Leonului  |
| Sancho al II-lea al Leonului și Castiliei  |         | cel Puternic | 27 decembrie 1065 | 6 octombrie 1072  |                      |
| Alfonso al VI-lea al Leonului și Castiliei |         | cel Brav     | 6 octombrie 1072  | 30 iunie 1109     | și rege al Leonului  |
| Urraca a Leonului și Castiliei             |         |              | 30 iunie 1109     | 8 martie 1126     | și Regină a Leonului |

## Casa de Burgundia
Următorii descendenți sunt coborâți de la primul soț al Urracăi, Raymond de Burgundia.
| Monarh                                      | Imagine     | Poreclă      | Începutul domniei | Sfârșitul domniei | Note |
| ------------------------------------------- | ----------- | ------------ | ----------------- | ----------------- | --- |
| Alfonso al VII-lea al Leonului și Castiliei |             | Împăratul    | 10 martie 1126    | 21 august 1157    | și rege al Leonului |
| Sancho al III-lea al Castiliei              |             | The Desired  | 21 august 1157    | 31 august 1158    | |
| Alfonso al VIII-lea al Castiliei            |             | cel Nobil    | 31 august 1158    | 6 octombrie 1214  | Mai 1085 a invins Sevilia, Badajoz și Zaragoya, a preluat orașul Toledo, care a devenit capitala Leonului și Castiliei 16 iulie 1212 a câștigat o victorie decisivă a Reconquistei în Bătălia de la Las Navas de Tolosa |
| Henric I al al Castiliei                    |             |              | 6 octombrie 1214  | 6 iunie 1217      | |
| Berengaria a Castiliei                      |             | cea Mare     | 6 iunie 1217      | 30 august 1217    | A abdicat în favoarea fiului ei,Ferdinand al III-lea al Castiliei; a murit în 1246 |
| Ferdinand al III-lea al Castiliei           |             | cel Sfânt    | 30 august 1217    | 30 mai 1252       | și rege al Leonului din 1230; toți regii de mai tîrziu au fost regii Leonului |
| Alfonso al X-lea al Castiliei               | The Learned | cel Înțelept | 30 mai 1252       | 4 aprilie 1284    | ales rege al Romanilor în 1257, un titlul pe care l-a pretins până în 1275 |
| Snacho al IV-lea al Castiliei               |             | cel Brav     | 4 aprilie 1284    | 25 aprilie 1295   | |
| Ferdinand al IV-lea al Castiliei            |             | cel Somat    | 25 aprilie 1295   | 7 septembrie 1312 | |
| Alfonso al XI-lea al Castiliei              |             | cel Drept    | 7 septembrie 1312 | 26 martie 1350    | |
| Petru al Castiliei                          |             | cel Crud     | 26 martie 1350    | 23 martie 1369    | Ucis de Henric al II-lea al Castiliei |

## Cereri ca rege al Castiliei și Leonului
Ioan de Gaut a pretins titlul de rege al Castiliei și Leonului în virtutea căsătoriei sale cu Constanța, fiica lui Petru al Castiliei. El a efectuat mai multe acțiuni militare, împrumutând puternic de la comercianții din Londra pentru a-și solidifica titlul, însă fără succes.

## Casa de Trastamara
Henric al II-lea a fost fiul nelegitim al lui Alfonso al XI-lea.
| Monarh                         | Imagine | Poreclă      | Începutul domniei | Sfârșitul domniei | Note |
| ------------------------------ | ------- | ------------ | ----------------- | ----------------- | --- |
| Henric al II-lea al Castiliei  |         | Bastardul    | 23 martie 1369    | 29 mai 1379       | a pretins tronul din 1366 |
| Ioan I al Castiliei            |         |              | 29 mai 1379       | 9 octombrie 1390  | |
| Henric al III-lea al Castiliei |         | cel Infirm   | 9 octombrie 1390  | 25 decembrie 1406 | |
| Ioan al II-lea al Castiliei    |         |              | 25 decembrie 1406 | 21 iulie 1454     | |
| Henric al IV-lea al Castiliei  |         | cel Impotent | 21 iulie 1454     | 11 decembrie 1474 | |
| Isabela I a Castiliei          |         | Catolica     | 11 decembrie 1474 | 26 noiembrie 1504 | A guvernat împreună cu soțul ei, Ferdinand al II-lea de Aragon |
| Ferdinand al II-lea de Aragon  |         | Catolicul    | 15 ianuarie 1475  | 26 noiembrie 1504 | Regele Aragonului (Ca ferdinand al II-lea), Regele Siciliei, Neapolelui (ca Ferdinand al III-lea), Rege al Majorcăi, Valenciei, Sardiniei și Navarei, Conte de Barcelona. Doar de jure uxori ca Ferdinand al II-lea al Castiliei. A guvernat împreună cu soția sa, Isabella I a Castiliei În 1478 a stabilit Inchiziția Spaniolă pentru a înlocui Inchiziția Papală |
| Ioana de Castilia              |         | cea Nebună   | 26 noiembrie 1504 | 12 aprilie 1555   | |

## Casa de Habsburg
| Monarh                      | Imagine | Poreclă      | Începutul domniei  | Sfârșitul domniei  | Note                                                                                 |
| --------------------------- | ------- | ------------ | ------------------ | ------------------ | ------------------------------------------------------------------------------------ |
| Filip I al Castiliei        |         | cel Frumos   | 26 noiembrie 1504  | 25 septembrie 1506 | jure uxori a fost rege care a domnit în numele soției sale, Ioana de Castilia        |
| Carol Quintul               |         | Împăratul    | 13 martie 1516     | 16 ianuarie 1556   | împreună cu mama sa Ioana de Castilia din, a abdicat în favoarea fiului sau în 1556. |
| Filip al II-lea al Spaniei  |         | cel Prudent  | 16 ianuarie 1556   | 13 septembrie 1598 | fiul lui Carol I al Spaniei și Isabela de Portugalia                                 |
| Filip al III-lea al Spaniei |         | cel Pios     | 13 septembrie 1598 | 31 martie 1621     | fiul lui Filip al II-lea al Spaniei și Anna de Austria                               |
| Filip al IV-lea al Spaniei  |         | cel Mare     | 31 martie 1621     | 17 septembrie 1665 | fiul lui Filip al III-lea al Spaniei și Margareta de Austria                         |
| Carol al II-lea al Spaniei  |         | cel Fermecat | 17 septembrie 1665 | 1 noiembrie 1700   | fiul lui Filip al IV-lea al Spaniei și Mariana de Austria                            |

Coroana Castiliei a existat pe cont propriu în coroana Spaniolă și cu propria lege pana la sosirea dinastiei Bourbon după Războiul Spaniol de Succesiune.